# Ahmet Ibukić
Ahmet Ibukić-Ami (Bihać, 1957.) bosanskohercegovački je akademski slikar. Član je ULUBiH-a od 1987. godine. Završio je Školu primijenjenih umjetnosti i Akademiju likovnih umjetnosti i slikarstva u Sarajevu u klasi profesora Milivoja Unkovića.
Živi u Bihaću gdje je zaposlen u Regionalnom muzeju Pounja i angažiran na Pedagoškom fakultetu u Bihaću kao profesor likovne kulture s metodikom pri Sveučilištu u Bihaću (Univerzitet u Bihaću).
Izlagao je na više samostalnih i grupnih izložbi u zemlji i inozemstvu.

## Vanjske poveznice
- Ibukić biografija.
- Centar duga katalog pdf
- web.archive.org/web